# Veeweyde (Anderlecht)
Pour l’article homonyme, voir Veeweyde.
Veeweyde (en néerlandais : Veeweide) est un quartier et ancien hameau de la commune d'Anderlecht (Région de Bruxelles-Capitale).
Il se situe dans le centre sud de la commune.

## Histoire
Sur la carte de Ferraris (1777), Veeweyde est marqué comme un hameau, au sud d'Anderlecht.

## Secteurs
Le quartier de Veeweyde est subdivisé en plusieurs secteurs :
- "Busselenberg" : Zone d'habitation résidentiel centré par le parc du même nom
- "Quartier des Musiciens" : Zone de logement entre la chaussée de Mons et rue Félicien Rops
- "Aurore" : Cité de logement en bord du canal

## Curiosités et sites importants
- Stade communal

## Espaces verts
- Parc du Busselenberg

## Accès
- 17 Anderlecht (Est) via  / N266 à partir du carrefour  "Paepsem" (Grande ceinture)
- (depuis centre-ville)

## Aperçu sur le quartier
| Liste des adresses | Plan du quartier |
| --- | ---------------- |
| - chaussée de Mons (>610-960) - rue François Gérard - square Elsa Frison - rue François Ysewyn - avenue Victor Olivier - rue Professeur Hendrickx - rue de la Democratie - rue Victor Rauter - avenue Dr Zamenhof - quai de Biestebroeck - avenue Frans Van Kalken - rue Felix De Cuyper - avenue de Saïo - boulevard Aristide Briand - rue Théodore Bekaert - rue Veeweyde (>60) - rue Lieutenant Liedel - rue Henri Vieuxtemps - avenue Gounod - place Verdi - boulevard Théo Lambert - rue du Busselenberg - rue Felicien Rops - rue Pierre Biddaer | Plan du quartier |